# Lanistes alexandri
Lanistes alexandri е вид коремоного от семейство Ampullariidae. Видът е застрашен от изчезване.

## Разпространение
Разпространен е в Танзания.